# داکوآن جفریز
داکوآن جفریز (انگلیسی: DaQuan Jeffries؛ زادهٔ ۳۰ اوت ۱۹۹۷) بازیکن بسکتبال اهل ایالات متحده آمریکا است.
از باشگاه‌هایی که در آن بازی کرده‌است می‌توان به ساکرامنتو کینگز اشاره کرد.